# Useless
Useless is een nummer van de Britse synthpopband Depeche Mode uit 1997. Het is de vierde en laatste single van hun negende studioalbum Ultra.
Op het nummer worden de baspartijen verzorgd door Living Colour-bassist Doug Wimbish. De bijbehorende videoclip werd geregisseerd door Anton Corbijn. "Useless" werd een bescheiden hitje in het Verenigd Koninkrijk, Duitsland, Italië, Zweden en Finland. Het nummer bereikte de 28e positie in het Verenigd Koninkrijk. In het Nederlandse taalgebied bereikte de plaat de hitparades niet.